# Ниси-Охира (княжество)
Княжество Ниси-Охира (яп. 西大平藩 Ниси-Охира-хан) — феодальное княжество (хан) в Японии периода Эдо (1748—1871). Ниси-Охира-хан располагался в уезде Нуката, провинции Микава (современная префектура Айти) на острове Хонсю.

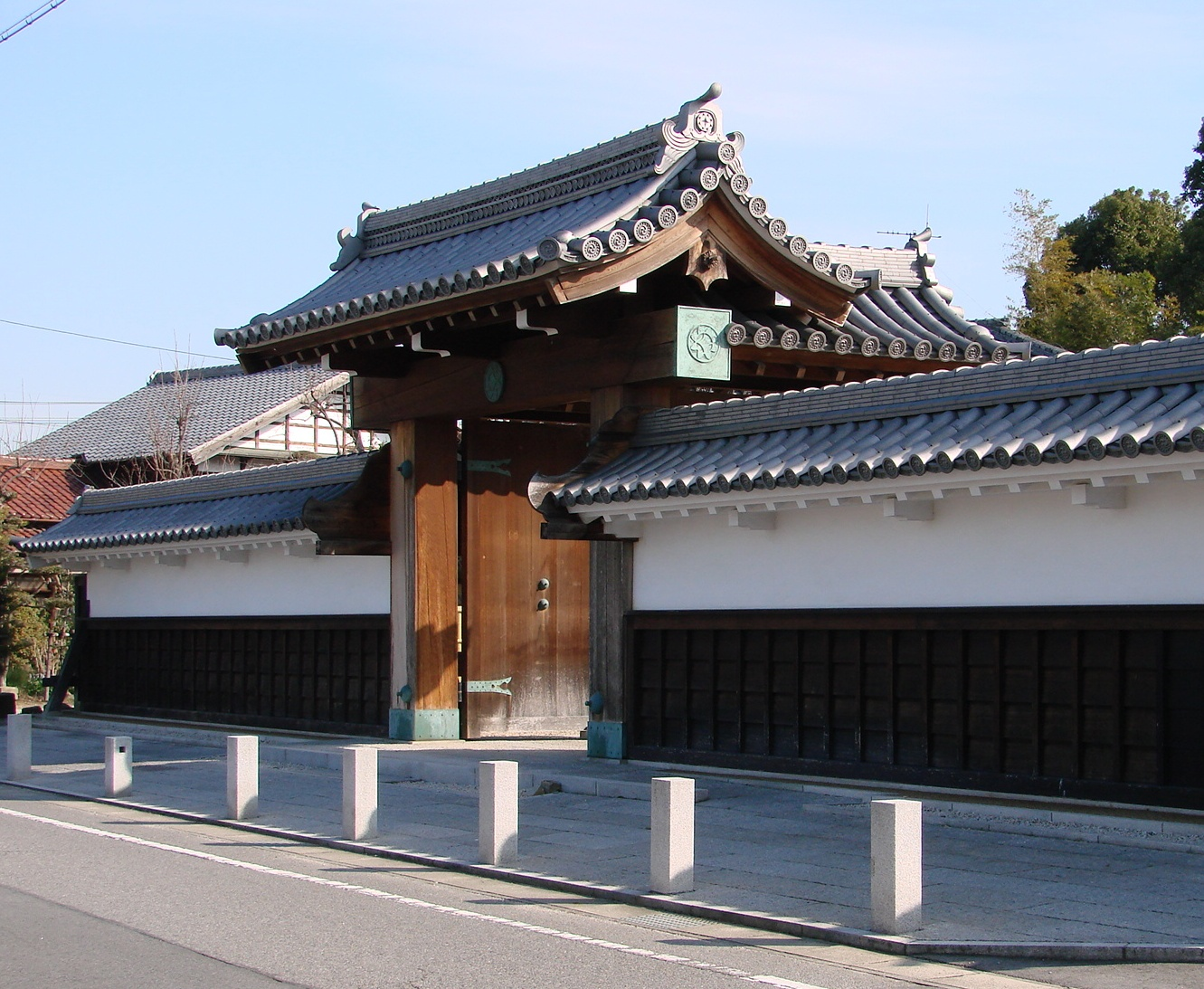
Ворота Ниси-Охира jin’ya

Административный центр хана: Ниси-Охира jin’ya (современный город Окадзаки, префектура Айти).

## История

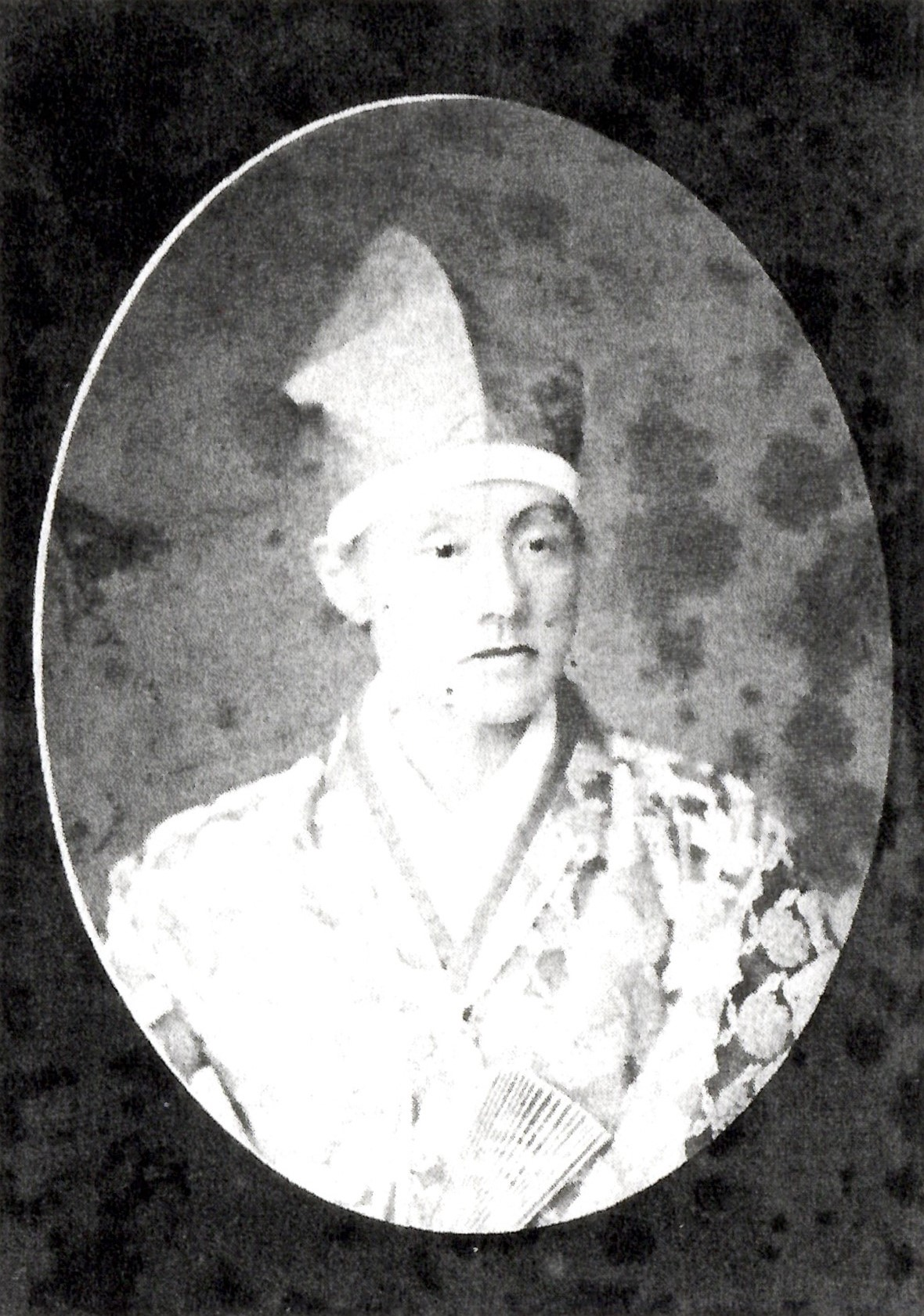
Оока Тадатака, последний (7-й) даймё Ниси-Охира-хана

Оока Тадасукэ (1677—1752) был известным судьей, который служил 9-му сёгуну Токугава Ёсимунэ. Оока Тадасукэ успешно провёл реформы годов Кёхо (1716—1745), получив в награду 4 000 коку. В 1748 году он получил должность sōshaban и доход в размере 10 000 коку, войдя в ранг даймё. Оока Тадасукэ был пожаловал во владение домен Ниси-Охира-хан в провинции Микава. Тем не менее, он никогда не приезжал в своё княжество, а постоянно проживал в Эдо до своей смерти в 1757 году.
В состав домена Ниси-Охира входили ряд поместий: 12 деревень в уезде Нуката, 5 деревень в уезде Камо, 5 деревень в уезде Хой, 2 деревни в уезде Оми (провинция Микава), 3 села в уезде Итихара (провинция Кадзуса) и 2 деревни в уезде Кодза (провинция Сагами).
Потомки Ооки Тадасукэ управляли Ниси-Охира-ханом вплоть до Реставрация Мэйдзи. Оока Тадацунэ, 3-й даймё Ниси-Охира-хана (1766—1784), построил укреплённую резиденцию (jin’ya). Из-за особых отношений с сёгунатом Токугава род Оока был одним из немногих самурайских кланов, освобожденных от системы «Санкин котай» и постоянно проживавших в Эдо. Захоронения всех даймё рода Оока расположены в городе Тигасаки (современная префектура Канагава).
В течение периода Бакумацу княжество Ниси-Охира сохранило верность сёгунату Токугава, но после битвы при Тоба-Фусими во время Войны Босин капитулировало перед новым императорским правительством Мэйдзи.
В июле 1871 года после административно-политической реформы Ниси-Охира-хан был ликвидирован. На территории бывшего княжества первоначально была создана префектура Ниси-Охира, которая позже стала частью префектуры Айти.
Согласно переписи 1869 года, в Ниси-Охира-хане проживало 6 945 человек в 1709 домохозяйствах. Княжество имело свою главную резиденцию (камиясики) в Сакурадамоне (Эдо).

## Список даймё
- Род Оока (фудай) 1748—1871

| # | Имя и годы жизни                    | Годы правления | Титул                    | Ранг                    | Кокудара    | Примечания                                                          |
| - | ----------------------------------- | -------------- | ------------------------ | ----------------------- | ----------- | ------------------------------------------------------------------- |
| 1 | Оока Тадасукэ (大岡忠相, 1677—1752) | 1748-1751      | Этидзэн-но-ками (越前守) | Пятый нижний (従五位下) | 10,000 коку | Четвертый сын хатамото Ооки Тадатаки (1633—1701)                    |
| 2 | Оока Тадаёси (大岡忠宜, 1709—1766)  | 1752-1766      | Этидзэн-но-ками (越前守) | Пятый нижний (従五位下) | 10,000 коку | 2-й сын Ооки Тадасукэ                                               |
| 3 | Оока Тадацунэ (大岡忠恒, 1751—1786) | 1766-1784      | Этидзэн-но-ками (越前守) | Пятый нижний (従五位下) | 10,000 коку | Второй сын Ооки Тадаёси                                             |
| 4 | Оока Тадатомо (大岡忠與, 1759—1786) | 1784-1786      | Этидзэн-но-ками (越前守) | Пятый нижний (従五位下) | 13,000 коку | Третий сын Огасавары Нагамити (1713—1770), приёмный сын предыдущего |
| 5 | Оока Тадаёри (大岡忠移, 1784—1837)  | 1786-1828      | Этидзэн-но-ками (越前守) | Пятый нижний (従五位下) | 10,000 коку | Третий сын Ооки Тадацунэ                                            |
| 6 | Оока Тадаёси (大岡忠愛, 1807—1857)  | 1828-1857      | Этидзэн-но-ками (越前守) | Пятый нижний (従五位下) | 10,000 коку | сын Ооки Тадаёри                                                    |
| 7 | Оока Тадатака (大岡忠敬, 1828—1887) | 1857-1871      | Этидзэн-но-ками (越前守) | Пятый нижний (従五位下) | 10,000 коку | Пятый сын Ооки Тадаёри                                              |